# 伝記
伝記（でんき、英: biography）とは、個人の生涯の事績をかきつづったものもの。広義には書き記された記録の総称だが、狭義には個人の事績の記録を指す。現代においては、狭義に使われることが多い。以下にそれぞれについて記す。
語源である中国語（中期漢語）としての伝記については伝（儒教における伝記）の記事を参照。

## 伝記（記録・文書）
伝記（でんき、しるしぶみ）とは、記録や文書のこと。または、古来伝わる事柄の記録。伝説・伝承を書き記したもの。古伝、伝とも言い、『烏丸鮮卑東夷伝』、『魏志倭人伝』のように記される。
「しるしぶみ」と読む場合、「文史（文学と史学のこと）」とも書く。

## 伝記（個人の事績の記録）
伝記とは、前項のうち記録対象を個人に限定したもので、記録する行為自体も指す。ある特定の人物の生涯を、時間に沿って記述しながら、対象となる人間の性格や業績などをたどるもの。こちらも伝と略されることがあり、『○○（人物名）伝』のように記される。筆者が自身について書いたものは、特に自伝（自叙伝）という。
歴史的には、時代により、そのパターンや表現方法に大きな差が見られる。
中世ヨーロッパにおける聖人の物語や、罪人の物語なども広く伝記のルーツとして認められてはいるが、これらは道徳的要素が強く、現在的な意味で言う伝記とは趣を異なるものとしている。
中国の『史記』の中に「列伝」が設けられて歴代の紀伝体正史に引き継がれ、中国や古代日本において漢文による伝記が書かれた。日本におけるものは、後世の仮名交じり文による伝記と区別して特に漢文伝と呼ぶ。
伝記の性質・意義は、時代の流れで変化し、特に20世紀の心理学の発展は、伝記のあり方に大きな影響を与えた。

### 教育面からの伝記を学ぶ意義
日本でも、授業の一環で国語、英語、日本史などの科目で取り上げている。
教科書に掲載する意義は、まず児童や生徒たちに伝記で取り上げた人物たちと「友だちになってほしい」、やがて授業を進めて「教育的な観点で接し学んでほしい」となる。例えば、カトリック教会・学校では、イエス・キリストや聖人たちの業績・足跡を学んでいる。
また、日本における初等教育においては、修身（第二次世界大戦の敗戦まで）の授業科目があり、多くの偉人伝記を学ぶ機会があり、特に重い荷物を背負った二宮金次郎の銅像は、校庭の隅などに設置されていた。金次郎の銅像を目にする児童たちに人となりを見習い、勤勉で向上心のある人物になってほしいという意図があったとされる。
学校教育以外の一般図書でも小中学生向けに児童伝記シリーズ・伝記シリーズ・子どもの伝記全集などが販売された。

### 子どもを対象とした伝記シリーズの出版について
小学校教諭の矢野四年生は、1979年刊行の『学校図書館（特集——伝記とは何か）』（全国学校図書館協議会の機関誌）への寄稿のなかで、子どもを対象とした伝記シリーズの出版について、『子どもの本棚』（日本子どもの本研究会編、明治図書刊）を引用して、被伝者選びの安易さ、書き手の問題、内容の問題、フィクションを用いることの問題などを指摘している。

## 関連語句
- 本伝

主となる伝記（記録や伝）のこと。外伝が存在する伝記に対して用いる。
- 外伝

本伝に対して主たる部分や要点については不足するが、その補助となるような記録や注釈のこと。転じて、本伝において主たる部分ではない、何れかの部分に焦点を当てた記録や文書を指す。
- 紀伝体（列伝・本紀ほか）
- 偉人伝

主に歴史上の偉人の伝記で、児童向け出版が多い。
- 立志伝

将来の目標を掲げ志を立て、様々な困難、激動を乗り越え成功し功成り名遂げた人間の生涯、半生を描いた伝記。
- 評伝

人物評をまじえた伝記。知人による回想・追悼出版もある。